# Дэвенпорт, Вилли
Уилбур «Вилли» Дэвенпорт (англ.  Wilbur D. «Willie» Davenport ; 8 июня 1943, Трой, Алабама, США — 17 июня 2002, Чикаго, Иллинойс, США) — американский легкоатлет (бег на 110 м с барьерами).
Чемпион Олимпиады 1968 года в Мехико, бронзовый призёр Олимпиады 1976 года в Монреале.
Будучи 19-летним рядовым американской армии Вилли Дэвенпорт произвёл сенсацию в отборочных олимпийских соревнованиях 1964 года, обогнав таких признанных лидеров, как будущий олимпийский чемпион Хайес Джонс и будущий серебряный призёр Блэйн Линдгрен. Однако в полуфинале в Токио он получил травму бедра и вышел из соревнований. Через 4 года в Мехико Дэйвенпорт завоевал золотую медаль. Он участвовал ещё в двух Олимпиадах — 1972 года в Мюнхене и 1976 года в Монреале, где занял соответственно четвёртое и третье места. После Олимпиады 1964 года он поступил в Южный Университет и выиграл три чемпионата США в 1965, 1966 и 1967 годах, а также 5 чемпионатов США в залах на дистанции 60 ярдов с барьерами. В 1980 году он участвовал в зимних Олимпийских играх, где занял 12-е место в гонках на бобслее-четвёрке.
В армейской службе Вилли Дэвенпорт дослужился до полковника Национальной гвардии.
Умер от сердечного приступа в чикагском аэропорту О’Хара в возрасте 59 лет.